# أولريش كرايغر
أولريش كرايغر (بالألمانية: Ulrich Krieger)‏ هو ملحن ألماني، ولد في 1962 في فرايبورغ في ألمانيا.

## وصلات خارجية
- أولريش كرايغر على موقع ميوزك برينز (الإنجليزية)
- أولريش كرايغر على موقع أول ميوزيك (الإنجليزية)
- أولريش كرايغر على موقع ديسكوغز (الإنجليزية)